# Rannaküla (Valjala)
Rannaküla – wieś w Estonii, w prowincji Sarema, w gminie Valjala.